# Воробйовка (Козловський район)
Воробйо́вка (рос. Воробьёвка, чув. Воропье) — присілок у складі Козловського району Чувашії, Росія. Входить до складу Тюрлеминського сільського поселення.
Населення — 16 осіб (2010; 36 у 2002).
Національний склад:
- росіяни — 94 %